# Lyckan kommer
Lyckan kommer er en svensk film fra 1942 af Hasse Ekman. En dansk udgave filmedes i 1942 under titlen Lykken kommer.
- Manuskript Hasse Ekman og Bengt Janzon.
- Instruktion Hasse Ekman.

## Medvirkende
- Stig Järrel - Georg Hedberg
- Marguerite Viby - Monika Hedberg
- Carl Reinholdz - Algot Larsson
- Dagmar Olsson - Bojan Larsson
- Georg Funkquist - Tranér
- Torsten Winge - Svane
- Lasse Krantz - Bergman
- Bengt Janzon - Dimgren
- Einar Axelsson - Berger
- Hugo Björne - Lennart Broberg
- Birgit Sergelius - Lillan Broberg
- Bertil Ehrenmark - Sergej Borsakoff